# Jan Christen
Jan Christen (* 26. Juni 2004 in Leuggern) ist ein Schweizer Radrennfahrer, der im Strassenradsport, Cross-Country und Radquer aktiv ist.

## Sportlicher Werdegang
Bereits im ersten Jahr als Junior gewann Christen 2021 die Schweizer Meisterschaften sowohl auf der Strasse im Einzelzeitfahren, im olympischen Cross-Country und im Radquer. In der Saison 2022 verteidigte er alle drei Titel erfolgreich. International wurde er im Januar zunächst Junioren-Weltmeister im Radquer. Auf der Strasse gewann er im UCI Men Juniors Nations’ Cup die Gesamtwertung der Tour du Pays de Vaud und wurde im Juli Junioren-Europameister im Strassenrennen. Im August gewann er mit Silber im Cross-Country bei den Mountainbike-Weltmeisterschaften 2022 die dritte Medaille bei internationalen Meisterschaften.
Aufgrund seiner Erfolge in den unterschiedlichen Radsportdisziplinen gilt Christen als vielversprechendes Talent und wird mit Thomas Pidcock verglichen. Sein Schwerpunkt liegt auf der Strasse, jedoch möchte er auch weiter so lange es geht auf dem Quervelo und dem Mountainbike aktiv bleiben.
Bereits im Sommer 2022 unterzeichnete Christen einen Fünfjahresvertrag beim UAE Team Emirates. In der Saison 2023 startet er jedoch für das Nachwuchsteam Hagens Berman Axeon, um Erfahrungen in der U23 zu sammeln. Gleich im ersten Rennen verpasste als Zweiter bei der Trofej Umag nur knapp seinen ersten Erfolg auf der UCI Europe Tour. Diesen erzielte er beim Giro Next Gen 2023, als er die Bergankunft der siebten Etappe gewann. Bei der erstmals ausgetragenen Berg-Europameisterschaften wurde Christen U23-Europameister im Bergzeitfahren. Bei den Strassenradsport-Weltmeisterschaften 2023 belegte er im Einzelzeitfahren der U23 Platz sieben.
In seiner ersten Saison für das UAE Team Emirates zeigte Jan Christen mit Rang zwei bei dem italienischen Eintagesrennen Mailand–Turin auf. Sein erster Sieg folgte wenige Wochen später, als er die zweite Etappe des Giro d’Abruzzo als Solist gewann. Mit dem Giro dell’Appennino und der Prueba Villafranca errang er im Juli zwei Siege bei gut besetzten Eintagesrennen. Mit Bronze im Einzelzeitfahren der U23 und dem vierten Platz im Straßenrennen gelang bei den Straßenradsport-Weltmeisterschaften 2024 in Zürich ein hervorragender Saisonabschluss.
Im Jahr 2025 gab Christen sein Saison-Debüt in Spanien und gewann mit der Trofeo Calvià die erste Station der Mallorca Challenge. Im Februar gewann er eine Bergankunft der Algarve-Rundfahrt.

## Erfolge

### Cyclocross
2021
- Schweizer Meister (Junioren)

2022
- Weltmeister (Junioren)
- Schweizer Meister (Junioren)

### Mountainbike
2021
- Schweizer Meister – Cross-Country XCO (Junioren)

2022
- Weltmeisterschaften – Cross-Country XCO (Junioren)
- Schweizer Meister – Cross-Country XCO (Junioren)

### Strasse
2021
- eine Etappe Ain Bugey Valromey Tour
- Schweizer Meister – Einzelzeitfahren (Junioren)

2022
- Gesamtwertung und eine Etappe Tour du Pays de Vaud
- Schweizer Meister – Einzelzeitfahren (Junioren)
- Europameister – Strassenrennen (Junioren)

2023
- eine Etappe Giro Next Gen
- Europameister – Bergzeitfahren (U23)

2024
- eine Etappe Giro d’Abruzzo
- Giro dell’Appennino
- Prueba Villafranca de Ordizia

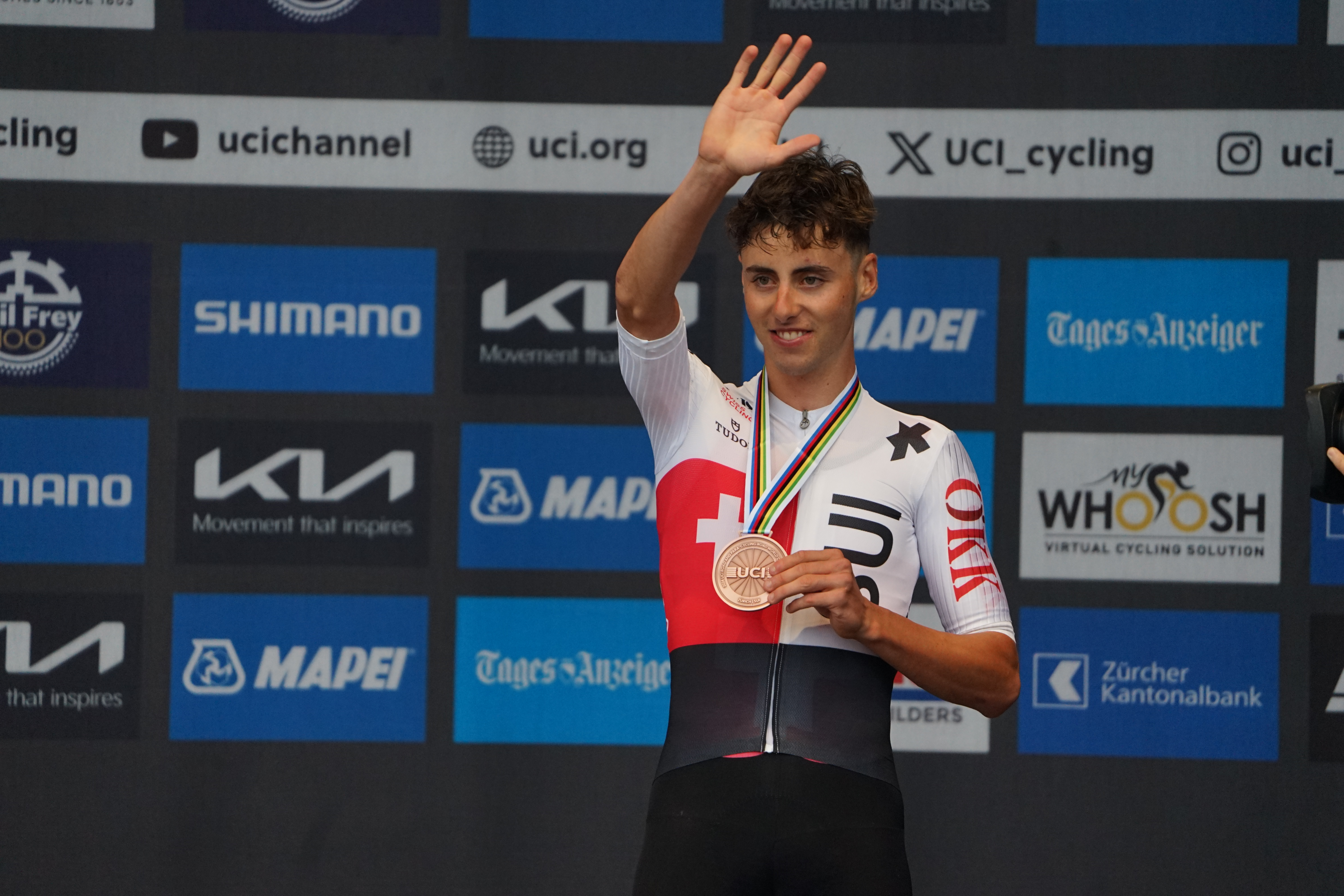
Christen gewann die Bronzemedaille an der Weltmeisterschaft 2024 in Zürich

- Weltmeisterschaften – Einzelzeitfahren (U23)

2025
- Trofeo Calvià
- eine Etappe Algarve-Rundfahrt